# 亀有溜井
亀有溜井（かめありためい）とは、現在の東京都葛飾区亀有及び、新宿付近にあった溜池である。現在は中川本流となっている。

## 概要
亀有溜井があったのは17〜18世紀前半であり、その用途は東西葛西領への灌漑と、本所上水の取水であった。

江戸時代初期頃の古利根川（中川）は、埼玉郡大瀬村（八潮市大瀬）と葛飾郡戸ヶ崎村（三郷市戸ヶ崎）の境に沿って流れた後に二手に分かれ、東流し太日川（江戸川）と合流する筋と、西流し綾瀬川（垳川）と合流する筋が存在した。亀有溜井は、西流した古利根川を堤で締切り作られた溜池である。締切堤は猿ヶ俣村（葛飾区西水元）と大瀬村の間（八潮南公園付近）および、亀有村（葛飾区亀有）と新宿村（葛飾区新宿）の間（中川橋付近）の二ヵ所に存在した。なお、この頃の古利根川（中川）の川幅は現在の3分の1程度であり、泥川であった。

## 沿革

### 亀有溜井の成立
1593年（文禄2年）、利根川東遷第一次の工事として伊奈忠次は当時の会の川を川俣（羽生市川俣）地点で締切り、利根川を太日川（江戸川下流）に続く庄内川に流下させた。利根川は、中島地先（越谷市中島）で荒川（現在の元荒川）と合流し、小合川づたいに太日川に落とされ、荒川より分流した綾瀬川（垳川）は、猿ヶ俣の締切堤により単独で南流した。この一連の工事により江戸は治水の安定をみて、城下町の整備が進められ、綾瀬川には新宿村に亀有溜井を設け、東西葛西領の用水源となり、新田開発が促進された。

### 荒川の瀬替と瓦曽根溜井
慶長年間（1595年～1615年）後期には、荒川（元荒川）下流部 の越谷地先（越谷市越ヶ谷）で、瓦曽根溜井が設けられ、末田須賀溜井と共に広範囲にわたり、水田開発と灌漑を行った。また、1629年（寛永6年）、関東郡代伊奈忠治は、荒川を石原村地先（熊谷市石原）で締切り、流域外の南側に流れる和田吉野川に付替えた。その結果、元荒川は水源を失い、綾瀬川の水量は減り、瓦曽根溜井や綾瀬川から導水していた亀有溜井も水不足となった。1630年、1631年（寛永7、8年）頃、幕府は元荒川の加用水として、利根川（江戸川）の庄内領中島（幸手市中島）から幸手領八丁目村（春日部市八丁目）の古利根川まで中島用水を開削し、松伏地先（松伏町松伏）に設けられた松伏溜井の堰から大沢村（越谷市大沢）の瓦曽根溜井まで鷲後用水路（逆川）を開削し、導水を行った。この一連の工事は1633年（寛永11年）に完了し、亀有溜井への加用水も可能となった。さらに1629～31年（寛永6～8年）にかけて慶長年間に八条領（八潮市）の湿地干拓の為に排水路として開削された葛西井堀（現葛西用水路）が拡幅され、亀有溜井への送水路として葛西地域の用水を送る役割を担う事となった。

### 宝永元年の洪水と葛西用水
1704年（宝永元年）8月1日に、利根川の上川俣（羽生市上川俣）が破堤し、洪水流は江戸に達した。中島用水は、上流部の権現堂川筋が砂で埋まり、江戸川からの取水ができなくなった。葛西領でも、亀有溜井の北の締切堤である猿ヶ俣が切れて古利根川の水流が入るようになり、南の新宿の締切堤だけで水を保たせている状態であった。1719年（享保4年）に、関東郡代伊奈忠蓬は中島用水を古利根川から切り離し、上川俣の利根川に圦樋を設けて幸手用水と接続させ、琵琶溜井や川口溜井では圦樋を増設して水量を確保した。以来、上川俣の利根川取水から葛西井堀末端までを「葛西用水」と称する様になった。

### 小合溜井と亀有溜井
1729年（享保14年）に、猿ヶ俣で東流し江戸川に合流していた古利根川が締切られて、小合溜井が設けられた。一方亀有溜井に流れ込んでいた綾瀬川（垳川）が締め切られ、中川は川幅が約3倍に広げられ本流となった。この工事は1722年（享保7年）に8代将軍徳川吉宗が紀伊国（和歌山県）から招いた井澤弥惣兵衛が当たった。

これ以降、東葛西領の用水の取水元は小合溜井に、西葛西領の用水の取水元は瓦曽根溜井と葛西用水に分けられる事となり、亀有溜井は廃止された。

## 分水路
東葛西領
- 下之割用水

西葛西領
- 古隅田川
  - 本所上水（亀有上水）
  - 中井堀（現葛西用水路、曳舟川）